# Tour de câbles de Kirkkonummi
La tour de câbles de Kirkkonummi (finnois : Kirkkonummen kaapelitorni) est une tour construite à Kirkkonummi en Finlande.

## Présentation
Haute de 185 mètres, la tour est construite par le fabricant de câbles Prysmian Group dans la zone industrielle de Pikkala à Kirkkonummi.
L'édifice a atteint son apogée en décembre 2023 et est devenu le plus haut bâtiment de Finlande.
La tour devrait être mise en production en 2025,,.

## Objectifs
La tour est classée comme bâtiment, car il s'agit d'une structure distincte construite solidement sur son emplacement et dotée de sa propre entrée, qui contient un espace destiné à différentes fonctions, couvert et isolé par le mur extérieur.
De nombreuses autres structures à usage industriel, telles que les cheminées, les mâts et les grues, ne sont pas classées comme bâtiments pour cette raison.
L'objectif principal de la tour est la fabrication de câbles marins, et il y aura éventuellement une plate-forme supérieure au sommet, où se trouveraient les installations de formation et de reunions de l'entreprise,,.
La tour est nécessaire aux opérations de revêtement des câbles haute tension, c'est-à-dire à la vulcanisation, qui doit être effectuée verticalement.
Plus la tour de production est haute, plus on peut y produire des câbles uniformes longs.
Il y a une vieille tour de 75 mètres de haut dans la zone, qui a été achevée en 1974.
Prysmian a déclaré que le projet d'agrandissement de l'usine, d'un coût de 100 millions d'euros, créerait 100 à 120 nouveaux emplois et augmenterait la capacité de production de câbles de 400 kilomètres par an.

## Permis de construire et recours
Le groupe Prysmian a demandé un permis de construire pour la tour de câbles en novembre 2022 et le Conseil du bâtiment et de l'environnement de Kirkkonummi l'a approuvé en janvier 2023. Les travaux de construction ont commencé la même année, .
Le permis de construire précise, entre autres choses, que la couleur de la tour doit être grise afin qu'elle s'intègre dans son environnement et qu'elle soit clairement profilée comme un bâtiment industriel. Les enseignes de l'entreprise qui arrivent au sommet doivent également être modérées et ne doivent pas être éclairées.
En mars 2023, le tribunal administratif d'Helsinki (fi) a rejeté deux contestations du permis de construire. Les plaintes concernaient la hauteur de la tour. Selon le rapport relatif à la demande de permis, la hauteur de la tour est justifiée si le processus de production l'exige.
Prysmian prévoit de construire la tour à un rythme rapide et a annoncé avoir donné à la municipalité de Kirkkonummi une garantie de 2 millions d'euros au cas où le permis de construire serait rejeté.